# Augochlora dorsualis
Augochlora dorsualis är en biart som först beskrevs av Joseph Vachal 1911.  Augochlora dorsualis ingår i släktet Augochlora och familjen vägbin. Inga underarter finns listade.